# Fay Bainter
Fay Okell Bainter (Los Ángeles, California; 7 de diciembre de 1893 - Los Ángeles, 16 de abril de 1968) fue una actriz estadounidense ganadora de un Óscar.
Se dedicó desde joven al mundo de la interpretación, aunque no consiguió debutar en el cine hasta 1934 con la película This Side of Heaven. El reconocimiento llegó en seguida y en 1938 fue nominada por primera vez a los Óscar como mejor actriz por White Banners. El mismo año consiguió una segunda nominación con la que ganó el galardón por Jezabel. Fue nominada una tercera vez en 1961 por la película La calumnia. 
Murió de una neumonía a la edad de 75. Su estrella en el Paseo de la Fama de Hollywood está situada en el 7021 de Hollywood Boulevard. Debido a que su marido, Reginald Venable, era militar, ambos están enterrados en el Cementerio nacional de Arlington.

## Filmografía
- En la pendiente (Make Way for Tomorrow)(1934), de William K. Howard.
- Make Way for Tomorrow (1937), de Leo McCarey.
- Olivia (Quality Street) (1937), de George Stevens.
- Jezabel (Jezebel, 1938), de William Wyler.
- La hora radiante (The shining hour), de Frank Borzage.
- El joven Edison (Young Tom Edison) (1940), de Norman Taurog.
- Sinfonía de la vida (Our Town) (1940), de Sam Wood.
- Babes on Broadway (1941), de Busby Berkeley.
- La mujer del año (1942), de George Stevens.
- Mundo celestial (The heavenly body) (1943), de Alexander Hall.
- Aguas turbias (Dark waters) (1943), de André De Toth.
- State Fair (1945).
- El asombro de Brooklyn (The Kid from Brooklyn) (1945), de Norman Z. McLeod.
- El virginiano (The Virginian) (1946) de Stuart Gilmore.
- La vida secreta de Walter Mitty (The Secret Life of Walter Mitty) (1947), de Norman Z. McLeod.
- La dama marcada (The President's Lady) (1953), de Henry Levin.
- La calumnia (The Children's Hour) (1961), de William Wyler.

## Premios y distinciones
Premios Óscar
| Año  | Categoría                          | Película      | Resultado |
| ---- | ---------------------------------- | ------------- | --------- |
| 1939 | Mejor actriz                       | White Banners | Nominada  |
| 1939 | Óscar a la mejor actriz de reparto | Jezabel       | Ganadora  |
| 1962 | Óscar a la mejor actriz de reparto | La calumnia   | Nominada  |